# Acadian

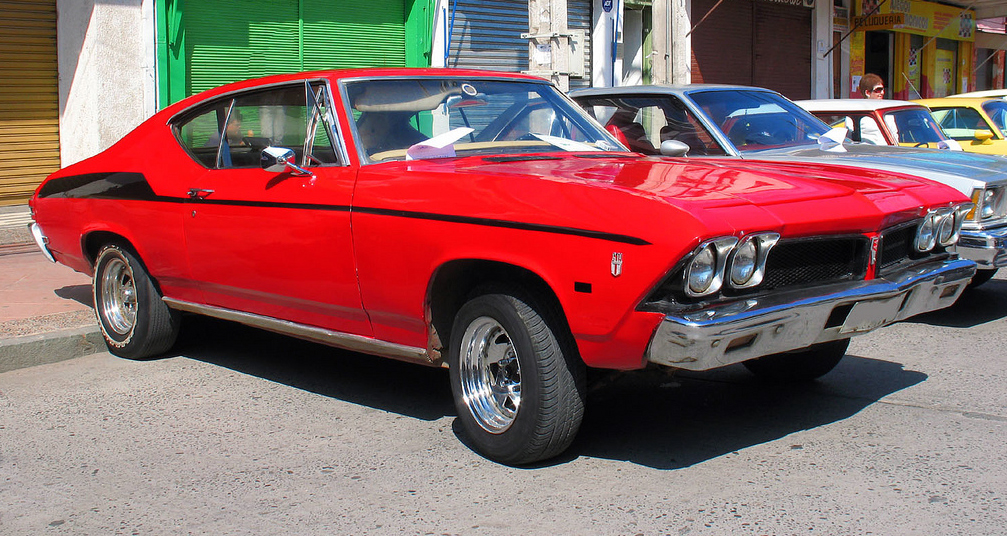
1969 Acadian Beaumont GTA

Acadian foi uma marca de automóveis produzida pela General Motors do Canadá nos anos de 1962 a 1971. A Acadian introduziu no Canadá o Pontiac-Buick para que as concessionárias tivessem um modelo compacto para vender, já que o Pontiac Tempest estava indisponível no Canadá. A marca também foi oferecida no Chile com os modelos fabricados em Arica. Os planos originalmente exigiam que o Acadian fosse baseado no Chevrolet Corvair , produzido na fábrica da GM em Oshawa; no entanto, o conceito foi transferido para a plataforma Chevy II a ser lançada em 1962.